# 阿尔博里奥
阿尔博里奥（意大利语：Arborio），是意大利皮埃蒙特大区韦尔切利省的一个市镇。人口939(2010年12月31日)。